# Ohrring

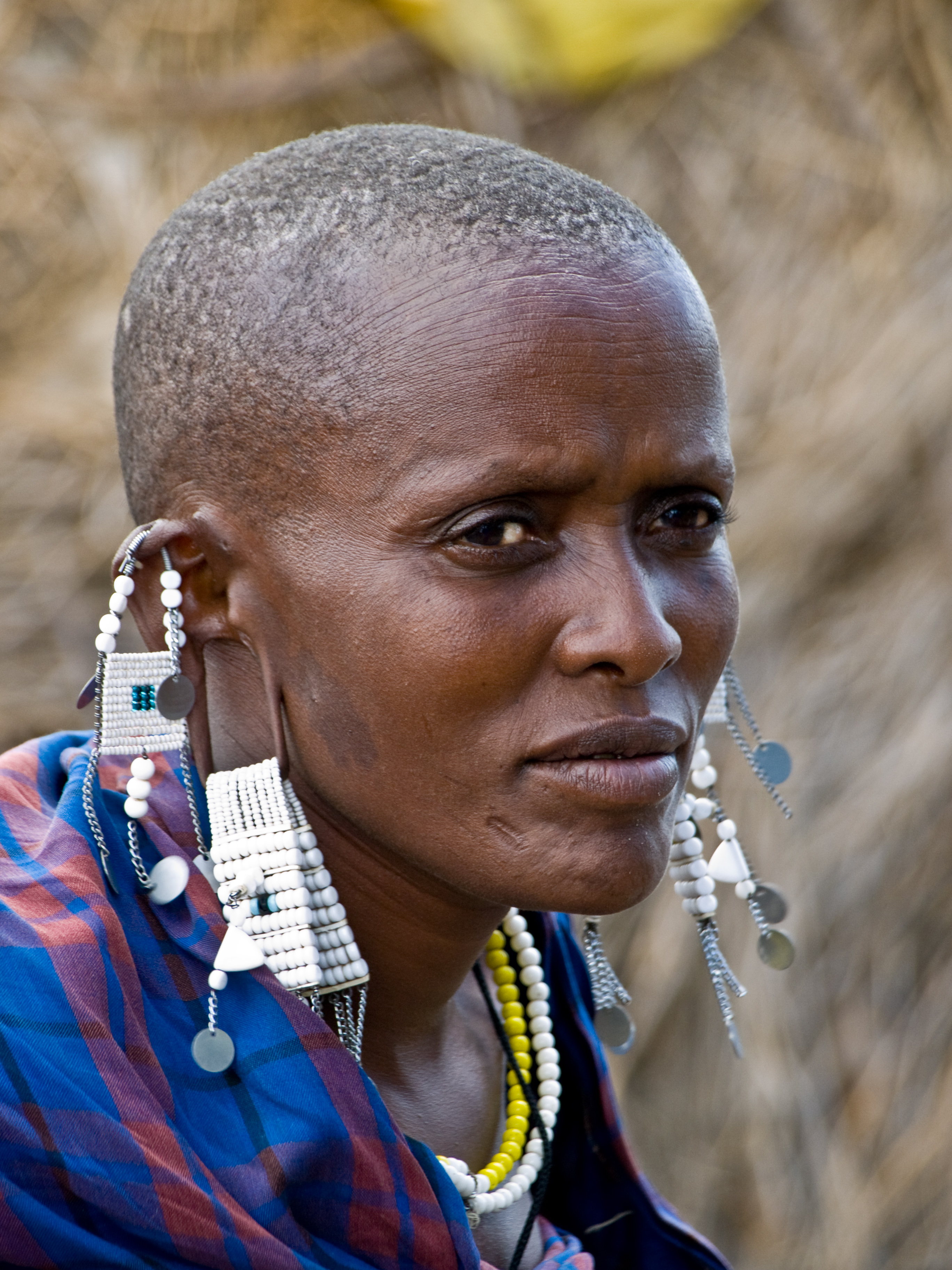
Eine Massai mit Ohrschmuck

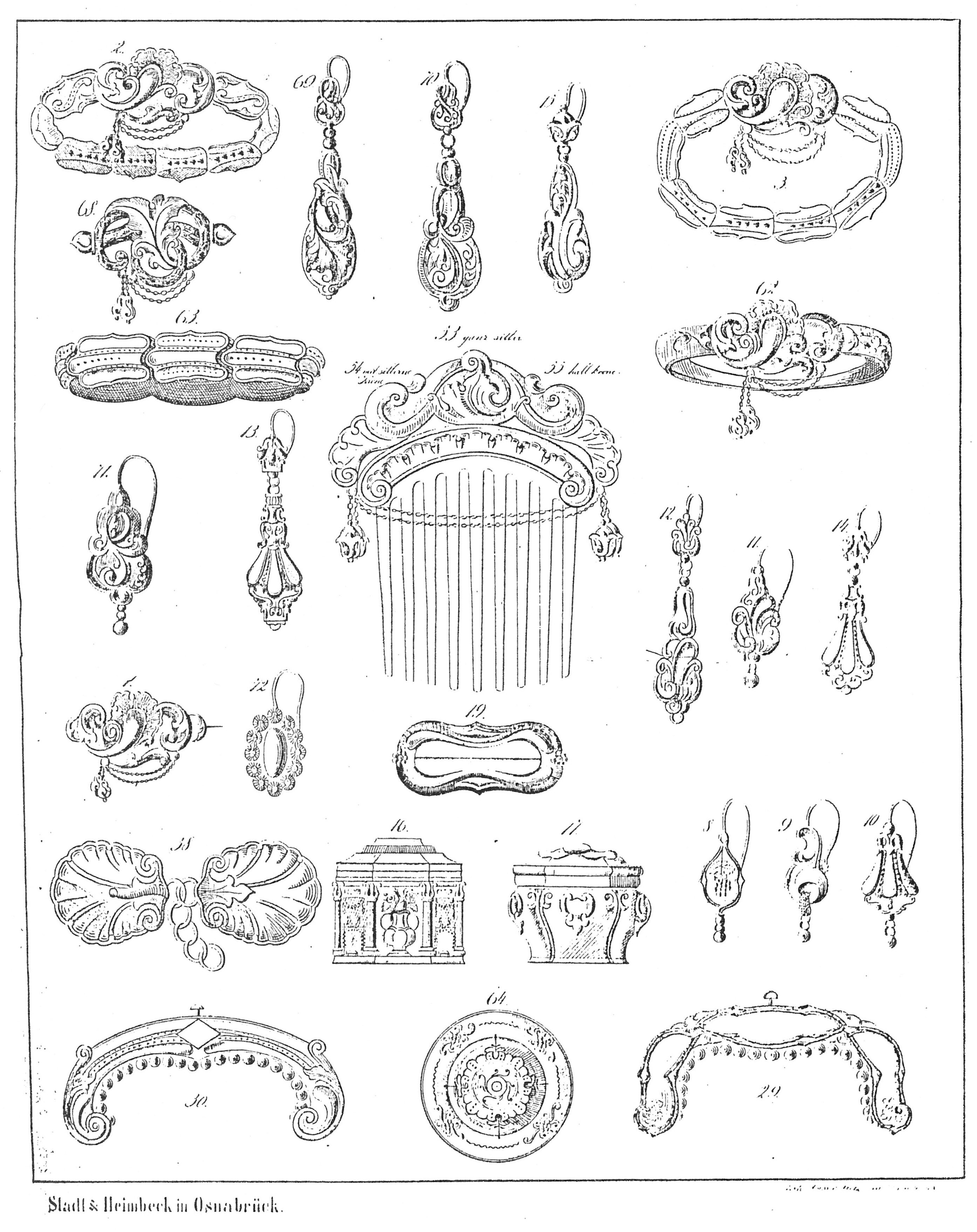
Ohrringe u. a. im Musterbuch der Prägefabrik Stadt & Heimbeck, Osnabrück, um 1860

Ein Ohrring ist ein am Ohr getragenes Schmuckstück. Es wird entweder durch ein Ohrloch im Ohr  oder als Ohrclip am Ohrläppchen befestigt. Ohrringe wurden und werden in vielen Kulturen der Erde von allen Geschlechtern getragen.
Ohrringe sind häufig aus Metall gefertigt, aber auch Knochen, Holz, Kunststoff und andere harte Materialien werden verwendet. Die Teile können aus nahezu beliebigem Material bestehen, einschließlich Glas, Schmucksteinen und Perlen. Die Formen der Ohrringe variieren von kleinen Ringen oder Steckern bis hin zu großen Gehängen. Die Belastbarkeit des Ohrlochs (und des Ohres), sowie der Durchmesser der Aufhängung beschränken Größe und Gewicht.

## Geschichte

### Antike Kulturen
Der bisher älteste Fund von Ohrringen datiert auf 7500 bis 8200 Jahre und wurde in der Stadt Chifeng in der Inneren Mongolei gemacht. Es handelt sich um mehrere 2,5 bis 6 cm große Paare aus Jade.
In Ur wurden mondsichelförmig verdickte Ohrringe von Frauen getragen. In Ägypten sind Ohrringe seit der 18. Dynastie nachweisbar. Griechische Frauen trugen Ohrschmuck unterschiedlichster Art, auch figürlich verzierte und vasenförmige Gehänge. Byzantinische Ohrgehänge hatten Einfluss auf den Schmuckstil im ganzen Mittelmeerraum und dem islamischen Orient. Aus römischer Zeit kennt man ornamental durchbrochene, mit Steinen besetzte Scheiben als weiblichen Ohrschmuck.

### Mittelalter in Europa
Im Textnachlass von Oswald von Wolkenstein wird in dem Lied Es fuegt sich beschrieben, wie er von einer spanischen Edeldame (künigin von Arragum) die Ohren mit einer Messingnadel durchstochen und Ringe eingesetzt bekommt.

„Von iren handeln ward ich in die oren mein/gestochen durch mit ainem messen nädelein/nach ir gewonet sloss si mir zwen ring dorein/di treug ich lang, und nennt man si raicades“

Aus den im Verlauf beschriebenen Reaktionen geht hervor, dass solches in seinem Wirkungsraum nicht üblich war.

### Renaissance
In der Renaissance mussten jüdische Frauen in Italien Ohrringe als Erkennungszeichen tragen, eine Praxis, die sie als Gruppe an Prostituierte anpasste und Bilder sexueller Unreinheit hervorrief. Der Mythos der jüdischen Sinnlichkeit und des unersättlichen Verlangens erstreckte sich sowohl auf Männer als auch auf Frauen. Aus mittelalterlichen jüdischen Quellen wird deutlich, dass jüdische Frauen sich lange Zeit dafür entschieden hatten, Ohrringe und anderen Schmuck zu tragen (vermutlich nur aus modischen Gründen), was zu einer Debatte darüber führte, ob dies zu einem Verstoß gegen die Sabbatgesetze führte.

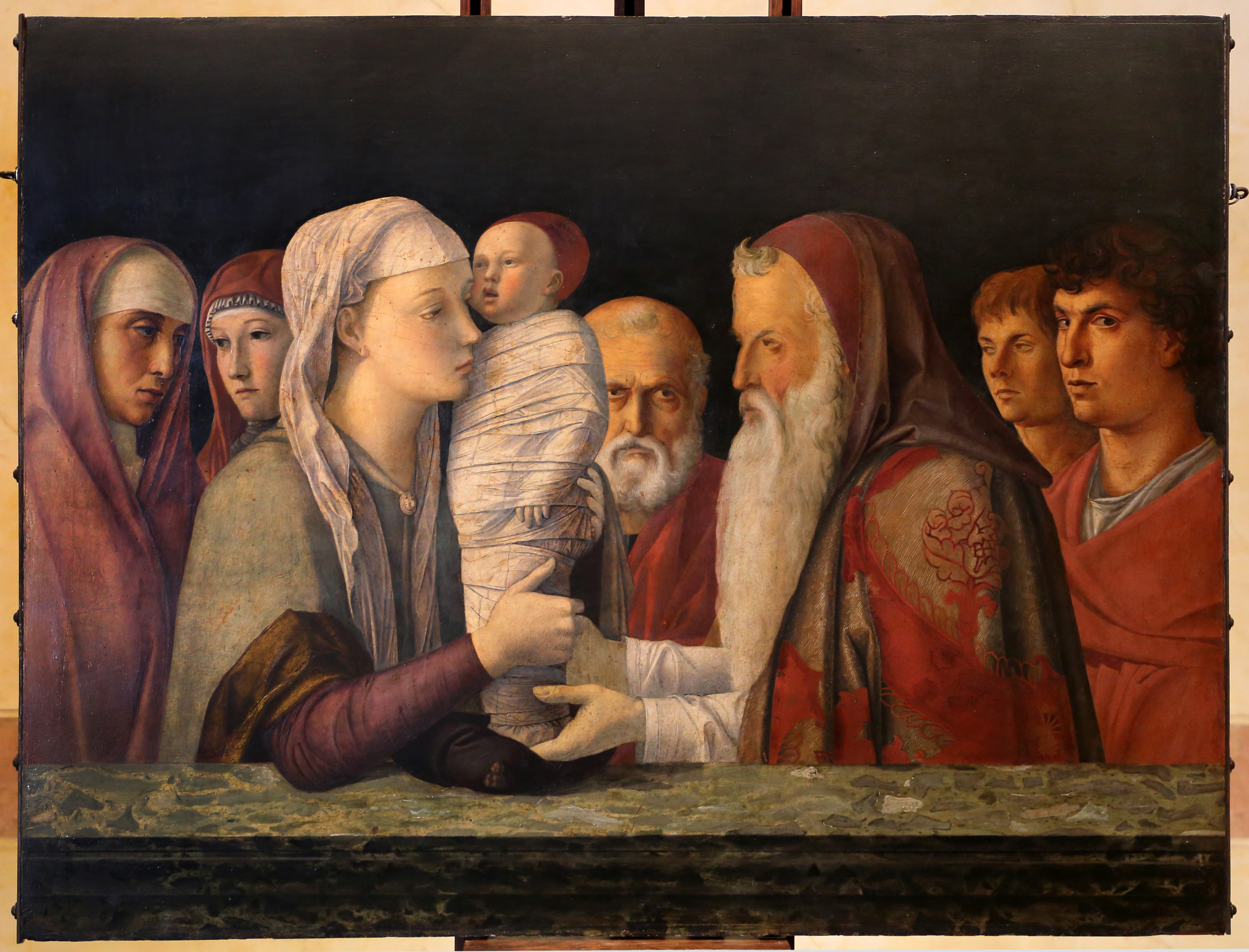
Die Darbringung Christi im Tempel von Giovanni Bellini zeigt Maria mit einem Loch im Ohrläppchen, was sie als Jüdin auszeichnet

### Neuzeit in Mitteleuropa
Aus dem 16. Jahrhundert gibt es nur vereinzelte Belege für Ohrringe, was auf Haartracht, Hauben- und Kleidermode der Zeit zurückgeführt werden kann. Auch im 17. und 18. Jahrhundert sind sie noch dem Adel und der reichen bürgerlichen Oberschicht vorbehalten. Sie haben meist die Gestalt von Gehängen in Birnen- oder Tropfenform.
Zum allgemein verbreiteten, auch im Alltag getragenen bürgerlichen Frauenschmuck wurden sie erst im Biedermeier. Ihre Ornamentik und ihr Material sollte möglichst mit dem übrigen Schmuck (Hals- und Armband, Brosche) der Trägerin eine Einheit bilden. Die Verwendung von dünnen Goldblechen oder vergoldeten Ersatzmaterialien hatte diese „Demokratisierung des Luxus“ erst ermöglicht. Auf dem Lande galten sie als Zeichen bäuerlichen Wohlstands und auch die zum Schmuck mancher Volkstrachten gehörenden Ohrringe sind mit diesen erst im 19. Jahrhundert entstanden. In den 1880er Jahren ging die Ohrringmode tendenziell etwas zurück, bevorzugte auch kleinere Formate, verschwand aber nie wieder völlig aus dem Kanon weiblicher Accessoires.
Im 20. Jahrhundert wurden Ohrringe von Frauen bis etwa Mitte der 1970er Jahre fast ausschließlich paarweise getragen. Anschließend etablierte sich die Mode, gelegentlich nur einen oder zwei unterschiedliche Ohrringe einzustecken. Mit der Übernahme von Punk-Elementen in die Mainstream-Kultur kam dann die Sitte auf, die Ohrläppchen und andere Teile des Ohrs vielfach zu piercen.

### Neuzeit in Mittelamerika
Seit einigen Jahren kommt es vermehrt zum Stechen von Doppelohrlöchern schon bei neugeborenen Mädchen in Mittelamerika, insbesondere in Costa Rica. Dieses Phänomen ist auch in Mexiko und unter lateinamerikanischen Immigranten in den USA zu beobachten.

### Der von Männern getragene Ohrring

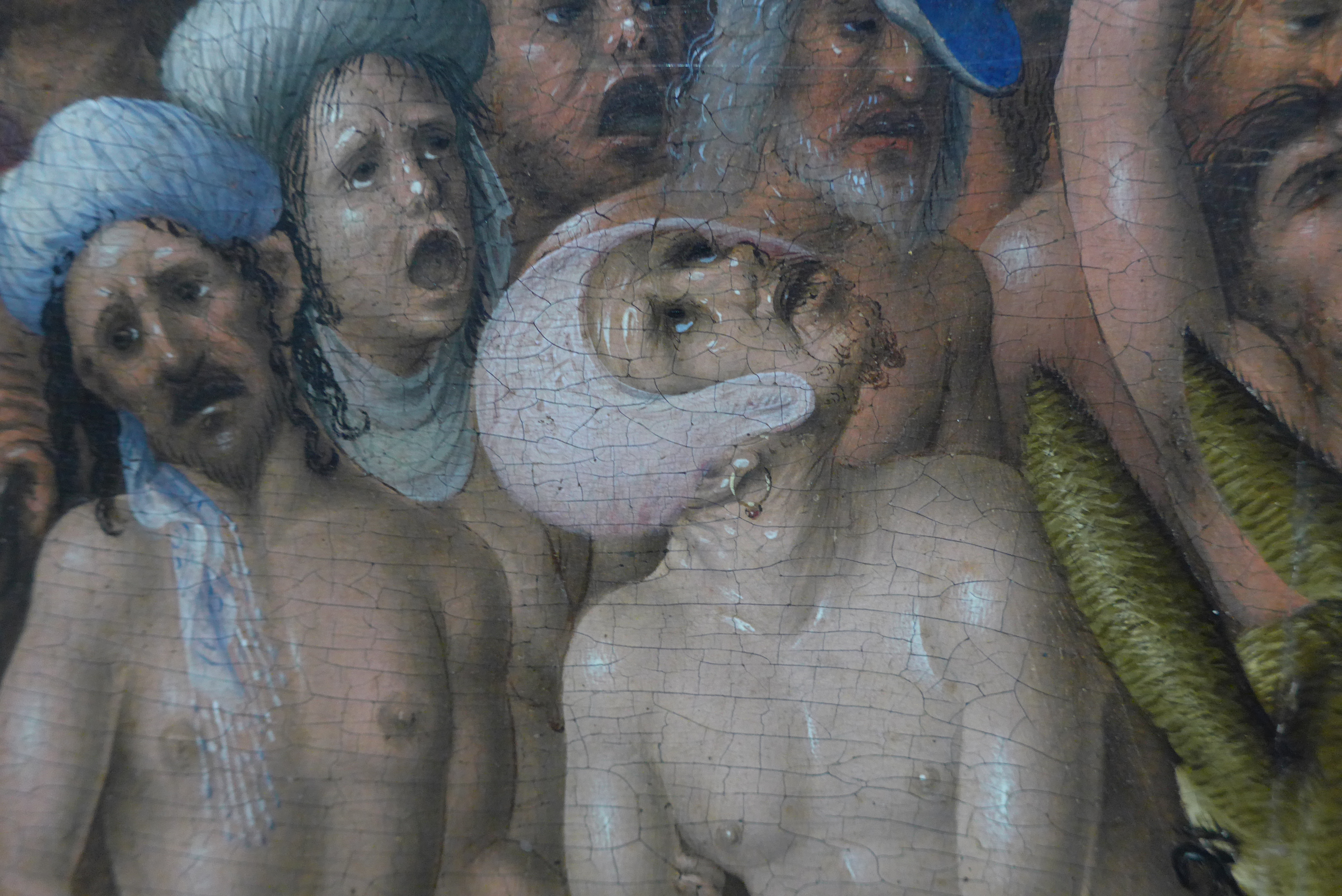
Frühes Bildbeispiel für einen Männerohrring: Die Verdammten aus dem Weltgericht von Stefan Lochner, Tafelbild um 1435, WRM Köln.

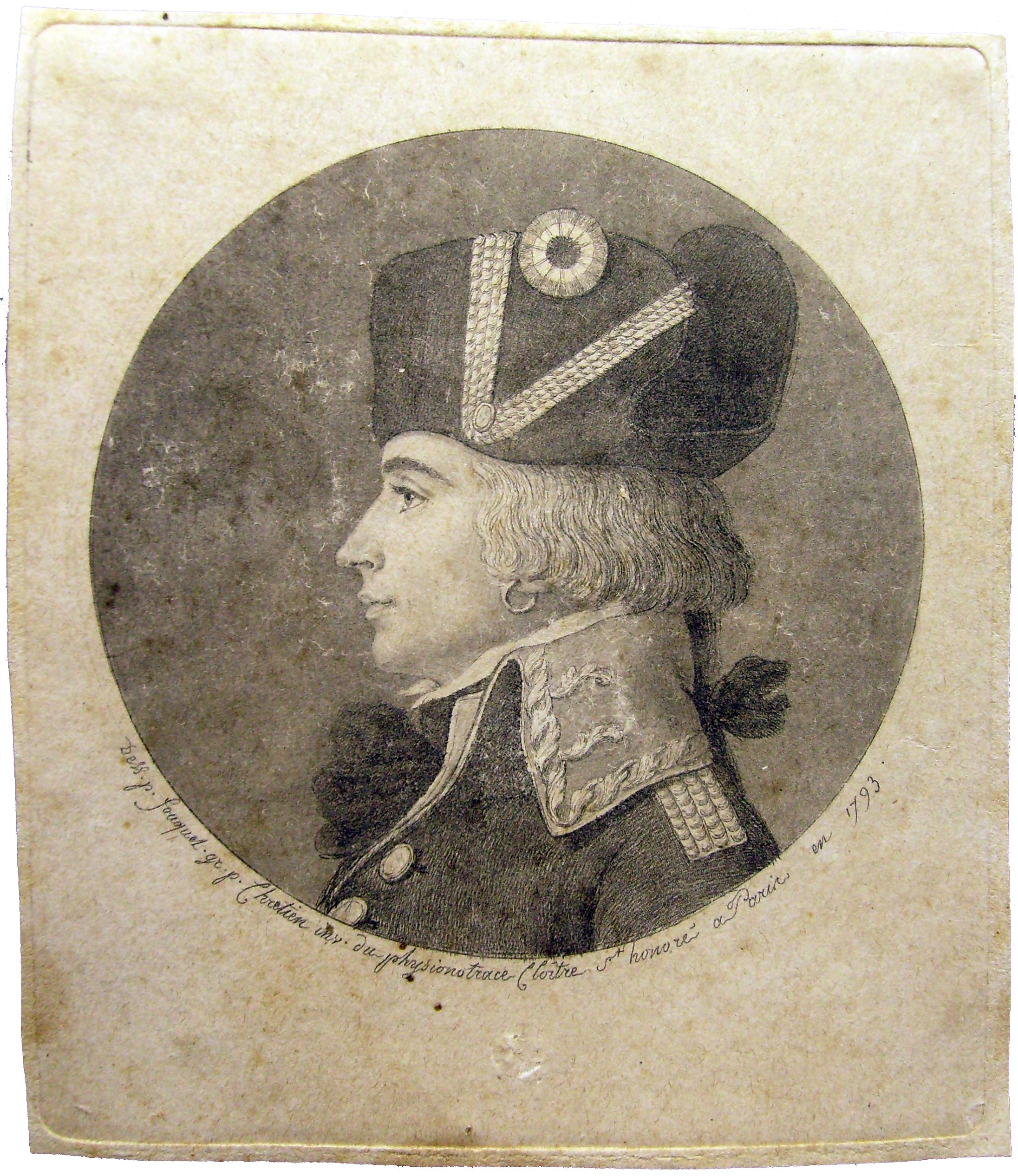
Französischer Revolutionsoffizier mit Ohrring, Physionotrace von Chretien, Paris 1793

Bis zum Ende des Ancien Régime gibt es nur wenige vereinzelte Nachweise für den Gebrauch des Männerohrrings, und zwar überwiegend im Adelsmilieu. Einige Beispiele finden sich auf Gemälden von François Clouet. Man nimmt allerdings an, dass Seeleute und Militärs ihn häufiger getragen haben. Zur städtischen, bürgerlichen Mode gehörte er jedenfalls nicht. Den Brauch der Seeleute hat man damit erklärt, dass die Kosten eines christlichen Begräbnisses für einen unbekannten Ertrunkenen mit seinem goldenen Ohrring gedeckt werden sollten.
Erst mit der französischen Revolution, als das Bürgertum Elemente der Sansculottenmode übernahm, scheint neben der Röhrenhose der Matrosen auch deren Ohrring als demonstratives Zeichen revolutionärer Gesinnung salonfähig geworden zu sein. Bei Soldaten und Kleinbürgern blieb er in Frankreich noch bis in die zweite Hälfte des 19. Jahrhunderts verbreitet.
Auf das französische Vorbild ist zurückzuführen, dass auch in Deutschland, bezeichnenderweise häufiger in süddeutschen Regionen und im Rheinland, etwa zwischen 1810 und 1850 in allen Ständen Ohrringe getragen wurden.
Der erste bayerische König Maximilian I. Joseph ist auf vielen Gemälden mit Ohrringen auf beiden Seiten dargestellt.
Auf dem Lande, vor allem in Süddeutschland, galten Ohrring und Ohrschraube als wirksame Abwehr gegen Krankheiten besonders der Augen. Von Seeleuten, Fischern, Flößern, Gauklern und Schaustellern wurde der Ohrring auch dann noch gern getragen, als er selbst beim Kleinbürger nach der Mitte des Jahrhunderts aus der Mode gekommen war. Bei wandernden Bauhandwerkern hat sich diese Gewohnheit wohl überhaupt erst danach herausgebildet und daher mit irgendwelchen Vorschriften der alten Zünfte, die schon überwiegend nicht mehr existierten, nichts zu tun. Auch die verbreitete Behauptung, die Bezeichnung Schlitzohr sei aus dem Brauch abzuleiten, unzünftiges Verhalten durch Ausreißen des Ohrrings zu ahnden, ist unbelegt und ganz unwahrscheinlich.
Seit den 1970er Jahren nahm das Tragen von Ohrringen bei Jungen und Männern zu. Angeblich trugen heterosexuelle Männer ihren Ohrring links, homosexuelle Männer dagegen rechts. Später, etwa seit Ende der 1980er Jahre, kamen auch bei Männern Ohrringe in beiden Ohren auf. Die Popularisierung dieser Sitte ist wesentlich der Jugendkultur zuzuschreiben. Inzwischen sind Männerohrringe nicht mehr ungewöhnlich, das links- bzw. rechtsseitige Tragen hat den früheren Zeichencharakter verloren.

### Amulettfunktion
Im 17. Jahrhundert wurden zur Behandlung von Augenleiden die Ohrläppchen durchstochen; insbesondere die Haarseilmethode genoss in der Schulmedizin große Wertschätzung. Handbücher über Volksheilkunde des 18. und 19. Jahrhunderts empfahlen auch mit Seide übersponnene Darmsaite oder goldene Ohrringe gegen Augenleiden zu tragen. Die medizinische Verwendung von Ohrringen bei Augenleiden wurde in der zweiten Hälfte des 19. Jahrhunderts weitgehend aufgegeben, blieb aber als Hausmittel der Volksmedizin weiterhin in Anwendung. Auch bei der Popularisierung des Kinderohrrings (als einfacher Golddraht mit Koralle) zum Ende des 19. Jahrhunderts mag latent die alte Vorstellung der Schutzfunktion immer noch vorhanden gewesen sein; so erhielten im bürgerlichen Milieu Mädchen vor ihrer Einschulung ein Paar Kinderohrringe.

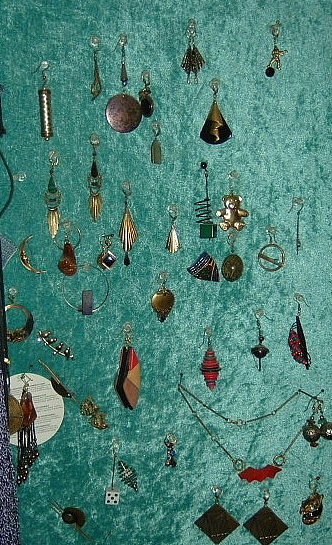
Verschiedene Ohrringe am Schmuckboard

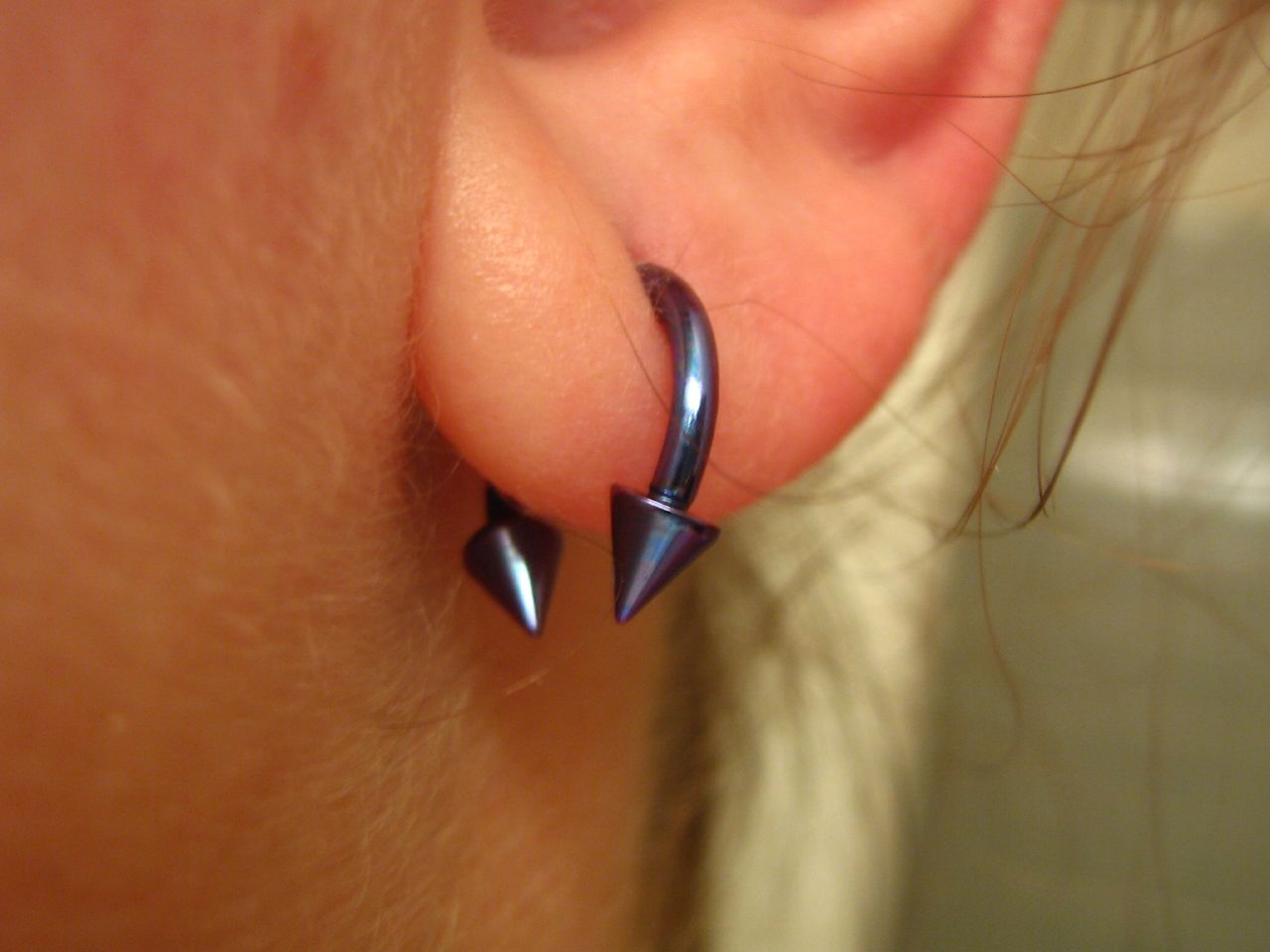
Ohrring

## Ohrloch
Ohrringe und Ohrstecker – nicht Ohrclips – sind in Ohrlöchern befestigt, die entweder gestochen oder geschossen werden. In einigen Kulturen vergrößert man die Ohrlöcher durch größere und schwerere Ohrringe immer weiter. Die sogenannten Fleshtunnel, das Weiten von Piercings, erfreuen sich inzwischen auch in Europa größerer Beliebtheit. Hier wird allerdings mittels Dehnsichel das Ohrloch allmählich vergrößert oder ein großes Loch ausgestanzt (Dermal Punch), um entsprechenden Schmuck einzusetzen.
In der Vergangenheit wurden die Ohrläppchen häufig mit Nadeln durchstochen und dann Blei- oder Golddraht durchgezogen; erst seit 1800 sind spezielle Geräte zum Stechen von Ohrlöchern nachgewiesen. Im 19. Jahrhundert waren Ohrlochzangen im Gebrauch; erste Ohrlochpistolen kamen ab 1958 auf den Markt: Die Nadel wurde per Federdruck durch das Ohrläppchen geschossen; nach dem Durchstich musste jedoch der Ohrring in das Loch eingeführt werden.
Beim heutigen Ohrringstechen durchsticht man meist das Ohrläppchen mit einem dafür geeigneten Ohrring aus chirurgischem Stahl: Meist schießt eine so genannte Ohrlochpistole den Ohrstecker durch das Ohr. Der Stichkanal verheilt nach circa sieben bis acht Wochen. Danach bleibt ein kleines Loch zurück, in dem sich ein Ohrring befestigen lässt.

## Arten von Ohrringen
Im westlichen Kulturkreis gibt es drei verschiedene Hauptarten von Ohrringen:

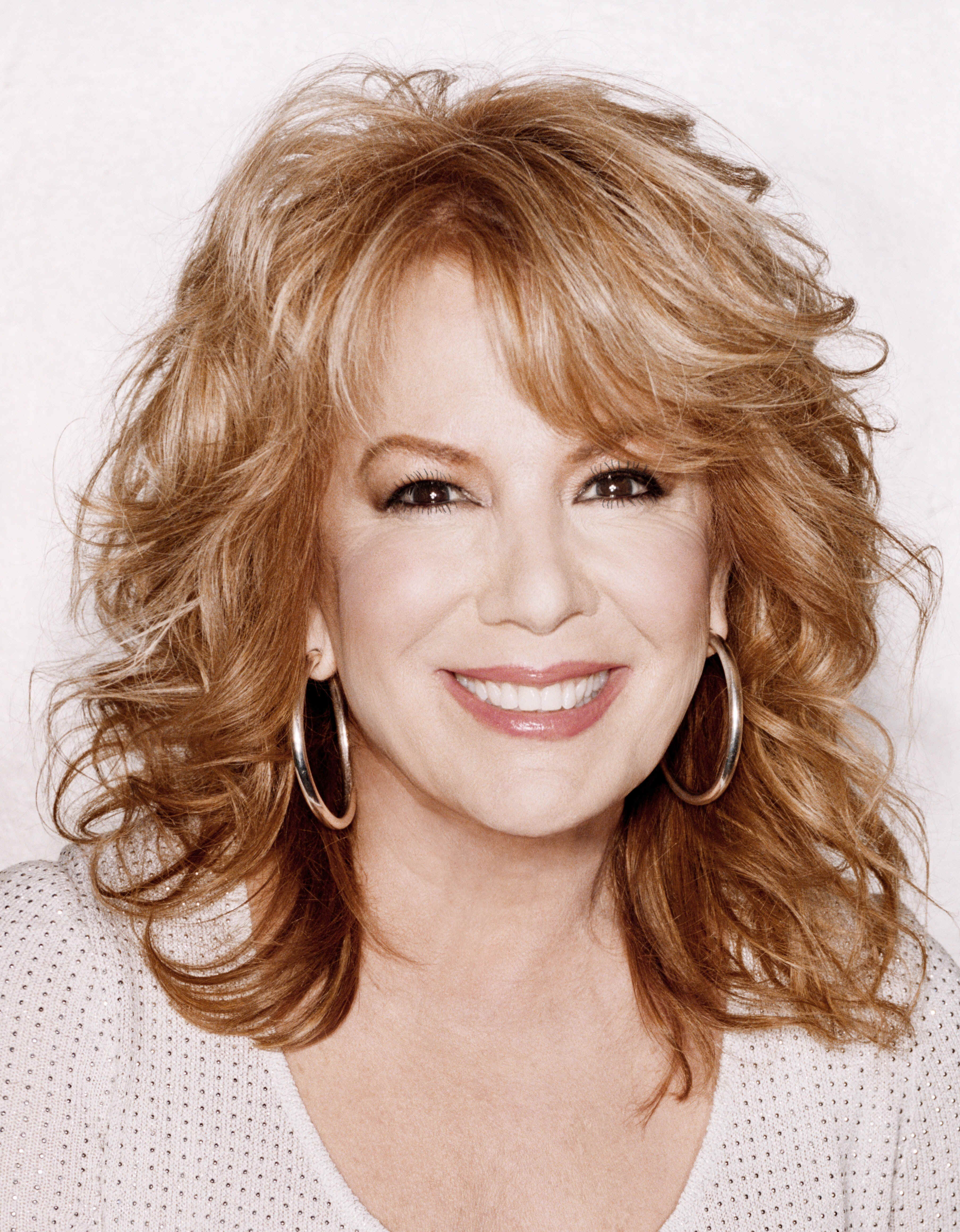
Kreolen: Ringe die durch das Ohrloch gesteckt werden und verschlossen werden können (echte Ohrringe).
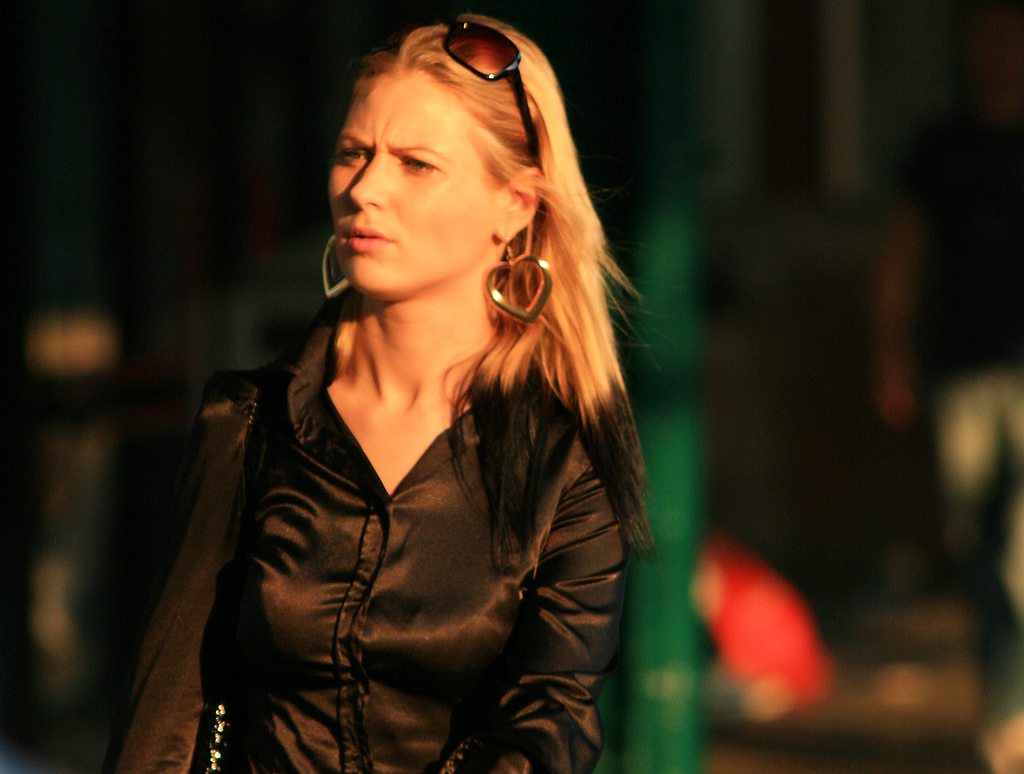
Ohrhänger: ein Schmuckstück ist an einem Bügel befestigt, welcher durch das Ohrloch gehängt wird. Das Schmuckstück hängt somit unter dem Ohr.
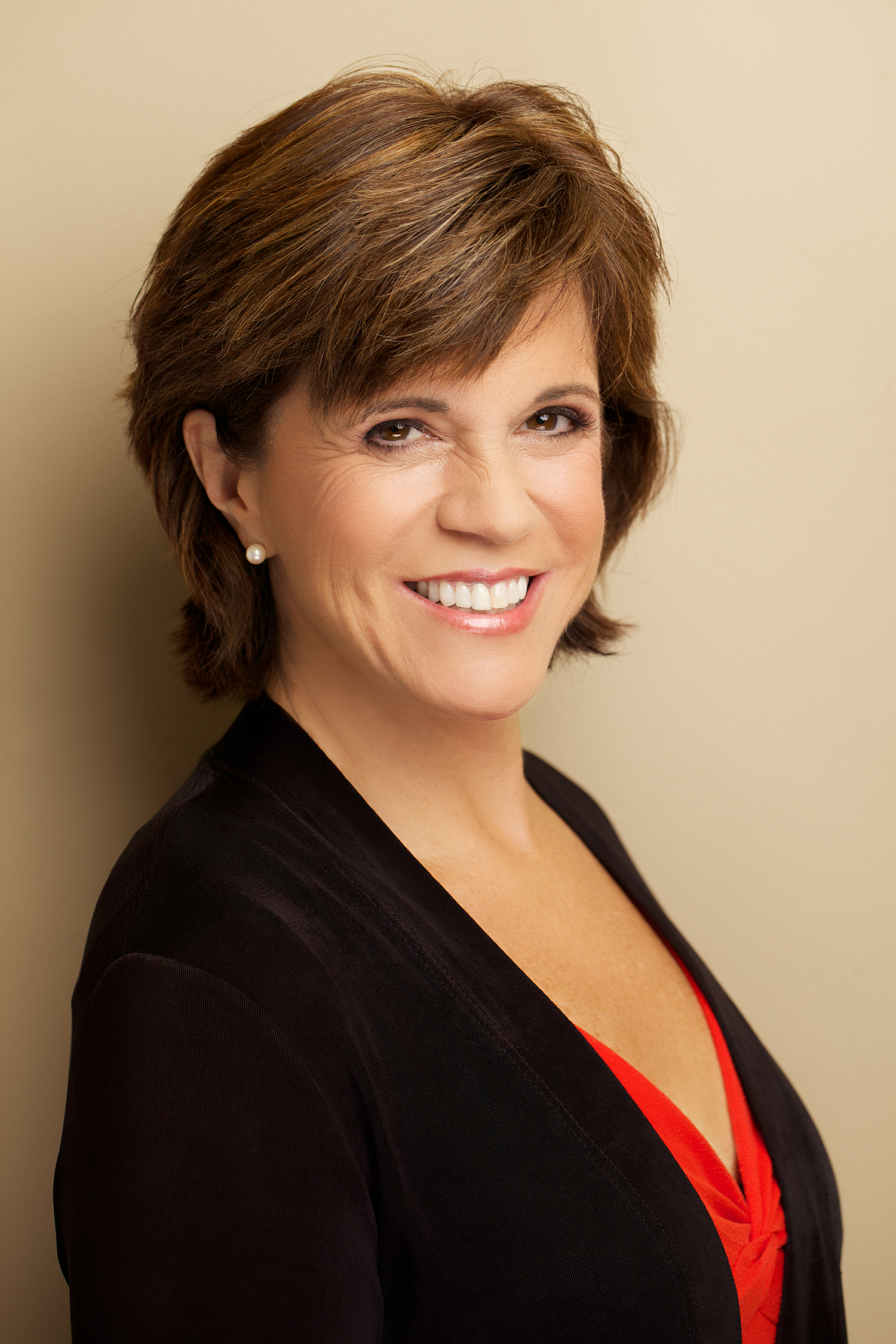
Ohrstecker: ein Schmuckstück, welches durch einen durch das Ohrloch gesteckten und hinter dem Ohr gesicherten Stift am Ohr gehalten wird.
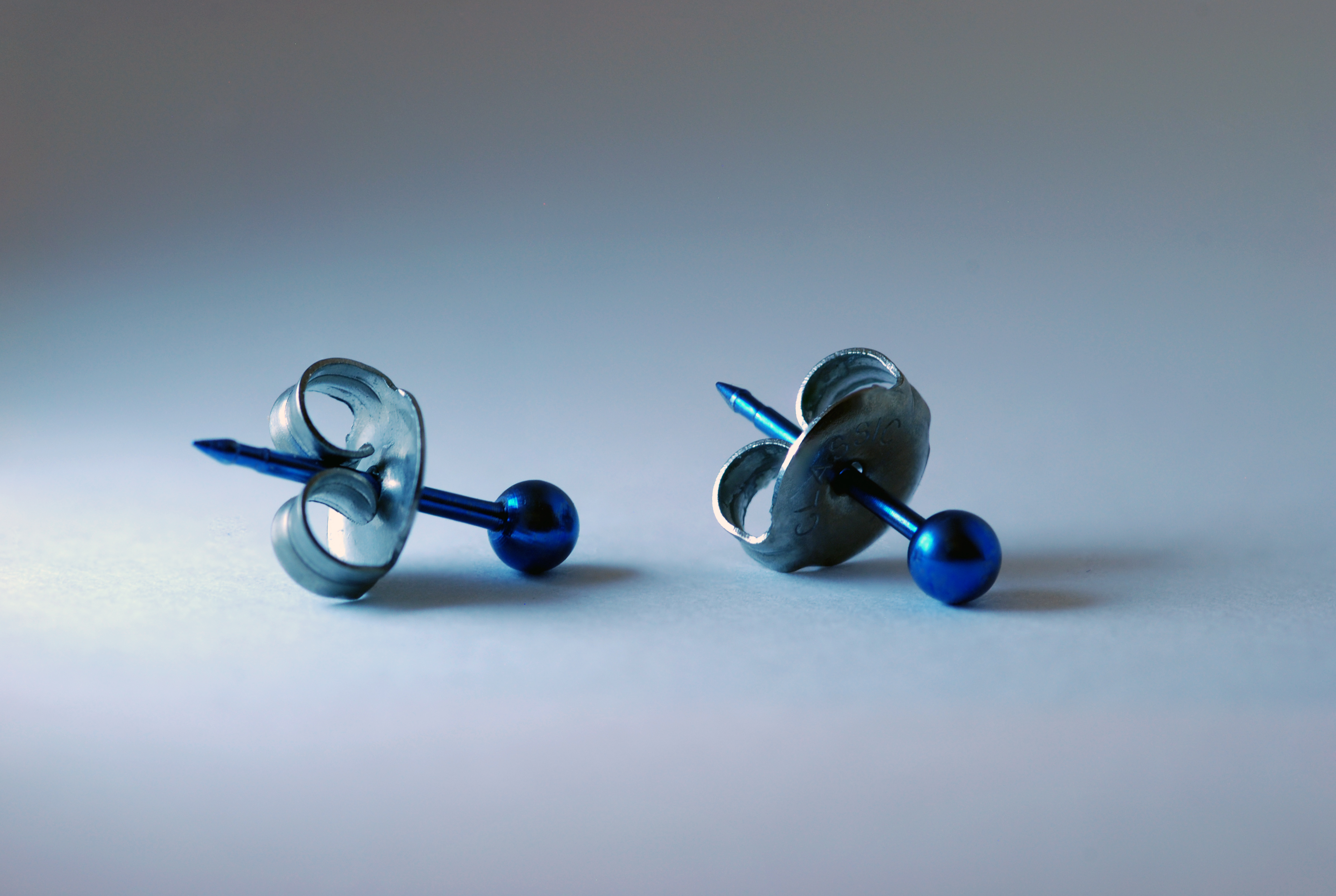
Ohrstecker

## Recht auf körperliche Unversehrtheit und Gefahren

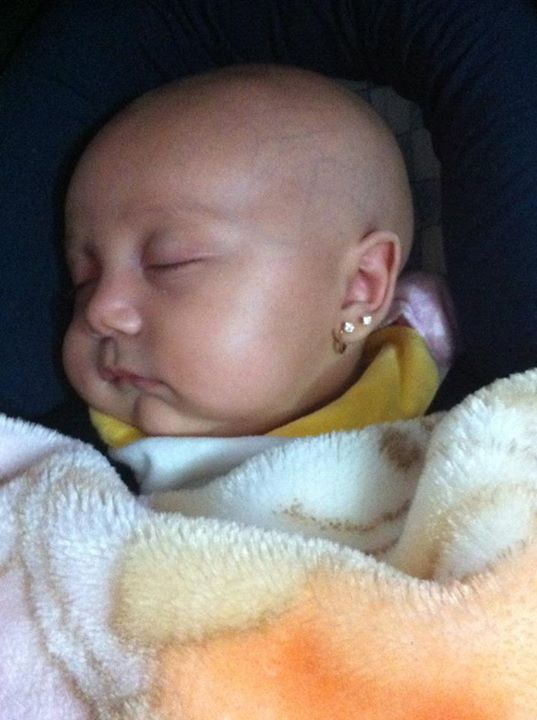
Neugeborenes Mädchen mit drei Ohrlöchern – Costa Rica 2012.

Auch sehr jungen, nicht einwilligungsfähigen Kindern werden oftmals Ohrlöcher gestochen. Ob sich das mit dem Recht auf körperliche Unversehrtheit vereinbaren lässt, wird derzeit (Stand 2024) in einigen Ländern diskutiert. Der Tatbestand der Körperverletzung ist unter anderem in Österreich gegeben. Hier dürfen Babys, trotz Zustimmung der Eltern, keine Ohrlöcher mehr gestochen werden, weil dies keine therapeutische Maßnahme ist und auch nicht dem Kindeswohl dient.
Zwischen 50 und 80 Prozent der Menschen reagieren auf Metallschmuck – wenn es sich nicht um Edelmetalle handelt – allergisch. Insbesondere ist hier die sogenannte Nickelallergie zu erwähnen. Des Weiteren können auch die häufig verwendeten Legierungen an der Oberfläche oxidieren bis hin zu einer allmählichen Auflösung des Materials. In diesem Fall führt dies häufig zu Entzündungen, und der Schmuck sollte entfernt werden, um etwaige Geschwulstbildungen zu vermeiden.
Hinzu kommt – wie bei anderem  Piercingschmuck auch – die Gefahr, dass die Ohrlöcher ausreißen, wenn man mit den Schmuckteilen an anderen Gegenständen (etwa grobmaschiger Kleidung) hängen bleibt.

## Ohrringverschlüsse

### Brisur
Der Vorderverschluss, auch Kinderbrisur genannt, wird vor allem bei Ohrringen für junge Mädchen verwendet – von der Geburt bis zum Schulalter.

### Steckverschluss
Bei Ohrsteckern sind Steckverschlüsse am gebräuchlichsten. Der Stecker wird durch das Ohrloch gestochen und mit einem Stecker von der anderen Seite gesichert. Der Verschluss kann mit einem Silikonstecker noch zusätzlich gesichert werden.

### Schraubverschluss
Eine weitere Option für Ohrstecker sind Schraubverschlüsse. Der Stecker hat bei diesem Verschluss ein Gewinde, auf welches das Gegenstück wie eine Mutter aufgeschraubt wird. Das macht diesen Verschluss sehr sicher.

### Klappverschluss
Dieser Verschluss gehört zu den bekanntesten und beliebtesten Verschlussarten. Der Haken wird dabei in eine Brisur eingeklappt, was das Herausfallen des Ohrrings verhindert.

### Schnappverschluss
Der Schnappverschluss wird manchmal auch als Russischer, Griechischer oder Französischer Verschluss bezeichnet und ist eine Variante des Damenverschlusses. Der gesamte Verschluss ist hierbei entweder im Ohrloch oder hinter dem Ohrläppchen versteckt.

### Kreolenverschluss
Bei dieser Verschlussart wird der Stift durch das Ohr gestochen und anschließend in das gegenüberliegende Röhrchen geschoben.